# Damian Kallabis
Damian Kallabis (* 10. Juni 1973 in Gliwice, Polen) ist ein ehemaliger deutscher Leichtathlet.

## Werdegang
Sein größter Erfolg war der überraschende Sieg über 3000 Meter Hindernis (8:13,10 min) bei den Europameisterschaften 1998 in Budapest. Des Weiteren wurde der von Stéphane Franke trainierte Kallabis Vierter in dieser Disziplin bei den Weltmeisterschaften 1999 in Sevilla. Bei den Olympischen Spielen 2000 lief er nach einem Sturz auf Platz 15.
Das Weltcup-Finale gewann Kallabis 1998, bei den Europacup-Finals 1999, 2000 und 2002 wurde er jeweils Zweiter. 1998 und 2000 wurde er Deutscher Meister im 3000-Meter-Hindernislauf. Am 11. August 1999 lief Kallabis mit 8:09,48 min in Zürich den bis zum Mai 2025 bestehenden deutschen Rekord über die 3000 Meter Hindernis. 1998 gab es im Zusammenhang mit der Einnahme des Blutverdünners HES einen Dopingverdacht um Kallabis und seinen Trainer Stéphane Franke. Ende 2004 trat er zurück.
Damian Kallabis hatte bei einer Größe von 1,77 m ein Wettkampfgewicht zwischen 66 und 68 kg.

## Familie
Seine Tochter Jolanda konkurriert ebenfalls beim Hindernislauf und verbesserte im September 2020 die deutsche U16-Bestleistung über 1500 Meter Hindernis auf 4:48,08 min. Zudem ist Jolanda Kallabis mit 2:08,92 min schnellste deutsche W15-Läuferin über 800 Meter und hält über 2000 Meter Hindernis die U18-Weltbestzeit. 2023 wurde sie Deutsche Hallenmeisterin über 800 Meter.